# Saporaea femoralis
Saporaea femoralis är en skalbaggsart som beskrevs av Thomson 1878. Saporaea femoralis ingår i släktet Saporaea och familjen långhorningar. Inga underarter finns listade i Catalogue of Life.